# Teatro Regio (Parma)
A Teatro Regio di Parma, eredetileg Nuovo Teatro Ducale (Új Hercegi Színház) néven épült, egy operaház és operatársulat az olaszországi Parmában.
Az elavult ház helyére lépő új Ducale az 1829 utáni években került előtérbe, különösen azután, hogy Giuseppe Verdi zeneszerző, aki a mintegy harminc kilométerre fekvő Busseto közelében született, hírnevet szerzett magának. Szintén világhírű a Parmában 1867-ben született Arturo Toscanini karmester.
Amint azt Lee Marshall megjegyezte: „bár nem annyira ismert, mint a milánói La Scala vagy a velencei La Fenice, a város Teatro Regióját az operarajongók a nagy olasz hagyományok egyik igazi otthonának tartják., és a jól informált közönség arról híres, hogy hangot ad elfogadásának vagy elutasításának – nem csak a galériából.”
1400 ülőhelyes nézőterét, amelynek négy emeletén egy galéria zárja le, 1829. május 16-án avatták fel, amikor bemutatták Vincenzo Bellini: Zaira című operáját, amelyet hétszer is bemutattak, bár nem tetszett a parmai közönségnek. Kezdetben Rossinit kérték fel, hogy komponáljon egy művet a ház felavatására, de túlságosan elfoglalt volt, így a feladat Bellinire hárult. Az első évadban azonban mégis három Rossini-opera került színpadra, köztük a Mózes, a Semiramisz és a Sevillai borbély.

## A Teatro Ducale építése

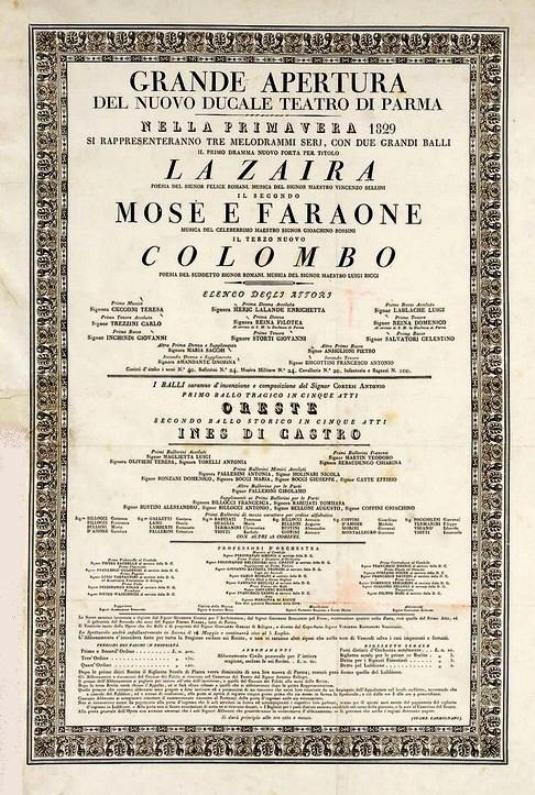
A Nuovo nyitóestjének plakátja

A „Nuovo Ducale” az egykori Szent Sándor-kolostor helyén és a hercegi palota mellett épült fel. Az építkezés 1821-ben kezdődött Mária Lujza parmai hercegnő uralkodása alatt, aki Napóleon elvált második feleségeként a válást preferálta a száműzetés helyett. Parmában telepedett le, ahol 1816-tól 1847-ig uralkodott, és pártfogásával, anyagi támogatásával Nicola Bettoli építész szolgáltatásait biztosította. Mária Lujza felügyelte az építkezést, és biztosította, hogy a belső dekoráció tükrözze „a neoklasszicizmus józanságát, valamint a fehér és világoskék színeket”. 
1849-ben a restaurálást kérték, majd négy évvel később, III. Károly Bourbon herceg vezetésével fényesebb díszítésre került sor. Ez magában foglalta a neoklasszikus elemek felváltását a 19. század közepe érzékibb aspektusaival; Ahogy Martini megjegyzi: „ez a vörös bársony és az arany díszítés széleskörű felhasználásával még pompásabbá tette a színházat”. Ezen kívül gázvilágítást is kapott. 1907-re a színpadi világítást villamosították, a ház többi részét pedig Verdi születésének centenariumán, 1913-ban.
A „Nuovo” építészete

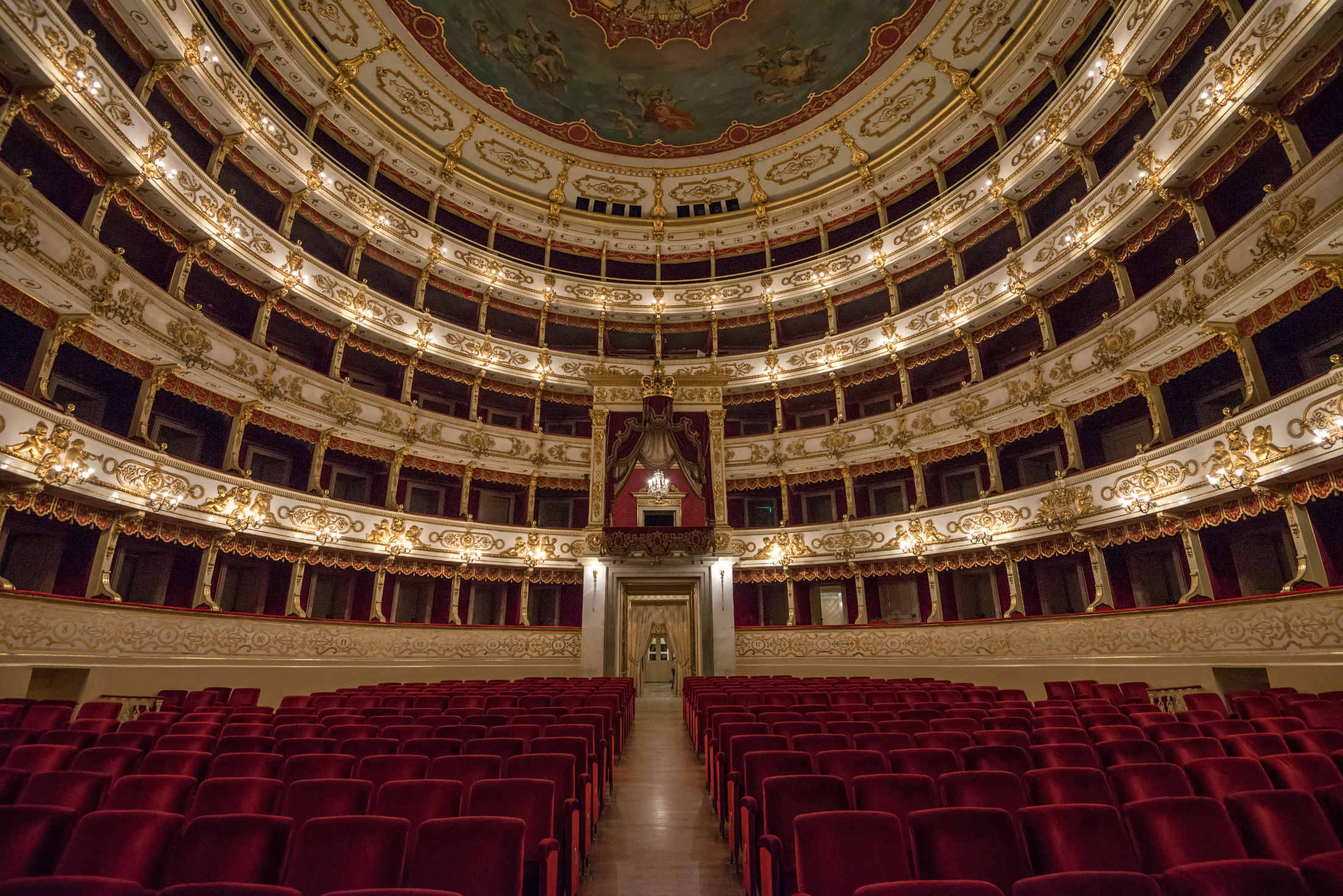
A Teatro Regio nézőtere

A színház homlokzata neoklasszicista stílusban épült, amely az évek során változatlan maradt. Tíz jón gránitoszlopból álló oszlopsor az alján, amely árkádot alkotott, felül öt empire stílusú ablakot támaszt meg, tetején timpanonnal és díszítőelemekkel gazdagítják a homlokzat legmagasabb részét egy központi félköríves ablakkal, a mély mellett. Tommaso Bandini két múzsa domborműve egy lanttal középső és oldalsó helyzetben. 
Az előcsarnok Martini leírása szerint: „nagy négyzet alakú tér, amelyet négy pár impozáns foltos márvány jón oszlop támaszt meg… Az egész helyiség a négyzeten és a szimmetrián alapul”. Márványpadlóval díszítették.
Az 1853-as restaurálást követően, amelyet összességében neobarokknnak neveztek („arany, elefántcsont és gesztenyebarna színeket sugároz”), a nézőtér mennyezetét Giovan Battista Borghesi díszítette a leghíresebb drámaírók freskóival, amely máig fennmaradt. A Párizsban készült csillárt 1854-ben vitték Parmába, amikor a színház világítását városi gázosra alakították, 4,5 méter magas és 1100 kg-os.
A színház átnevezése

## Verdi és a Teatro Regio

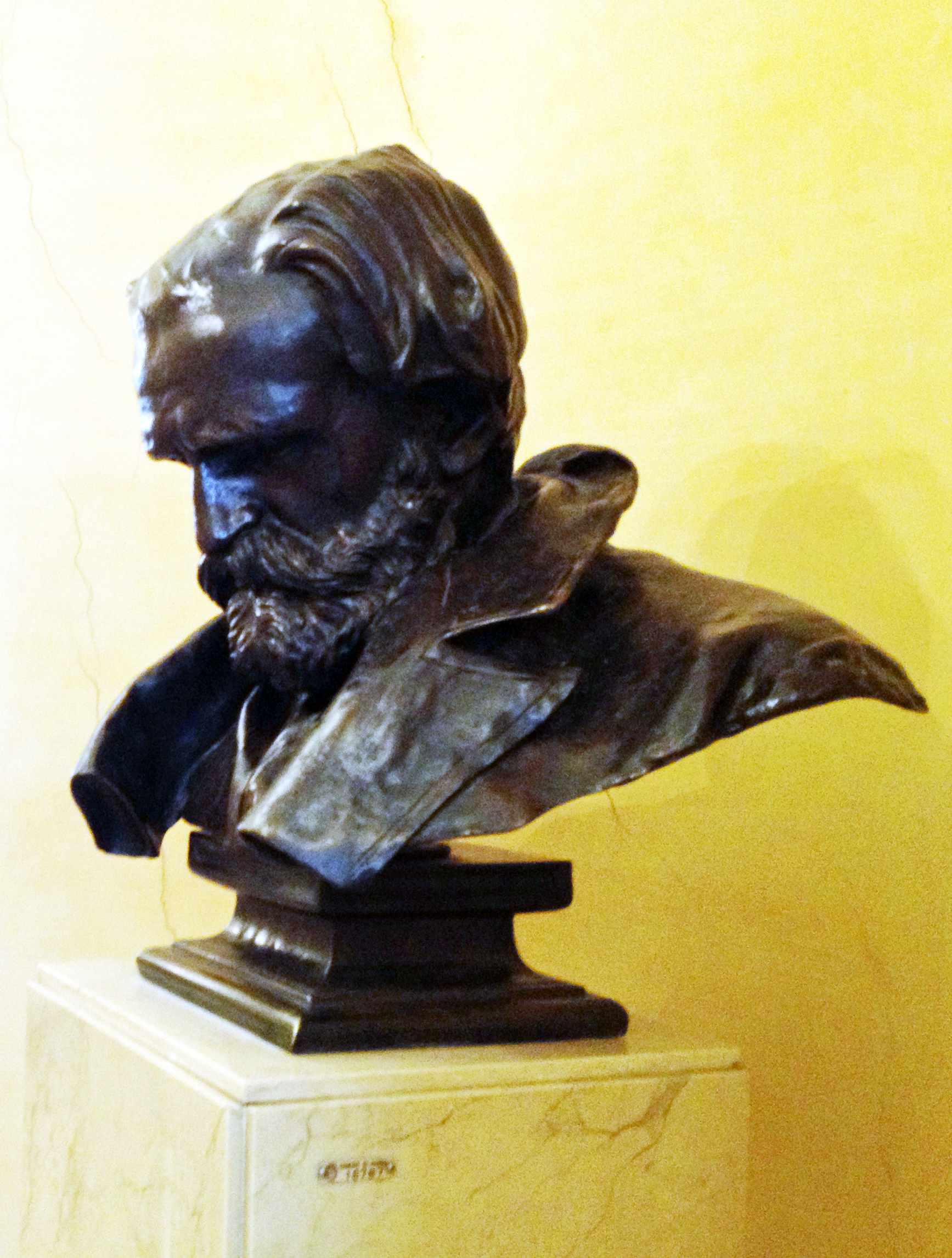
Verdi mellszobra az előcsarnokban

Verdit, aki Parmától mindössze 20 mérföldre nőtt fel, talán teljesen természetes módon a város hamarosan szülöttjévè fogadta, különösen, mivel hírneve az 1840-es Nabucco sikere után igen megnőtt. Operái különleges helyet foglaltak el a Regio műsorában 1843. április 17. után, amikor Verdi ott vezényelte Nabucco című művét. Azóta a Regio minden operáját színpadra állította, beleértve az olyan eredeti változatok adaptációit is, mint az 1843-as A lombardok, amelynek címe 1847-ben Párizs számára Jeruzsálem lett, vagy az 1865-ben átdolgozott 1847-es Macbethet.
1813-as születésének centenáriuma és 1901-ben bekövetkezett halálának 50. évfordulója körüli évadokat kizárólag operáinak szentelték, 1829 és 1979 között pedig Verdi, Donizetti és Bellini voltak a leggyakrabban színpadra állított zeneszerzők művei, Verdi pedig a lista élén. öt operájával áll, amelyek közül a leggyakoribb az Aida volt 177 előadással a 150 éves időszak alatt. A zeneszerző halálának 2001-es, századik évfordulója egy éven át tartó ünnepséget eredményezett, amely a Requiemmel kezdődött és hat operát foglalt magába.
A 2013-as bicententariumi év különleges ünnepségekre adott okot, amelyek között szerepelt a La Scala Orchestra koncertjei Riccardo Chailly és az Orchestre National de France Daniele Gatti vezetésével (a Verdi: Requiemet is bemutatta). Carlo Bergonzi, Mirella Freni és Raina Kabaivanska énekesekkel, valamint Bruno Bartoletti karmester nyújtott betekintést a Teatróval és Verdi zenéjével való munkába. A Filarmonica Arturo Toscanini október 10-i koncertje az ünnepség fénypontja volt. Tartalmazta az Aida 2. felvonásának koncertváltozatát. További teljes operák a hónap során A haramiák, Falstaff és Simon Boccanegra.
Verdi-fesztivál
Az 1990-es évektől a társaság az alapévadon kívül egy Verdi-fesztivált is rendez. 2003-tól a Buon Compleanno Maestro Verdi („Boldog születésnapot, Verdi mester") néven ismert ünnepséget minden év október 10-én rendezték meg műveiből készült részleteket felvonultató koncerttel, amely egyhónapos fesztivállal párosul.
A 2003/2004-es alapszezon részeként bemutatott Verdi-operák mellett a Verdi Fesztivál célja az volt, hogy a 2013-as kétszázadik évfordulóra bemutassák a zeneszerző minden operáját. Bár ezt nem sikerült elérni, nagyon kevés opera maradt még színpadra (attól függően, hogy terveznek-e különböző verziókat). A Fesztiválhoz kapcsolódó beszélgetések, zenekari koncertek és egyéb releváns előadások is szerepeltek.

## A Teatro Regio közönsége
Több író is megjegyezte a közönség bizonyos tagjainak sajátos tulajdonságait a Ducaléban és a Regióban: „A parmai operaközönség különösen igényes [és] arról híres, hogy engesztelhetetlen minden olyan énekessel szemben, akinek nincs jó hangja." megjegyzi Plantamura, míg Lynn a régi Ducale korai időszakába nyúlik vissza, 1816-ban, és beszámol Alberico tenor fogadtatásáról. Curionit "kifütyülték, de nem akartak semmilyen trágárságokat kiabált", amíg ki nem hívták a rendőrséget és le nem tartóztatták. A Teatro Regio 1829. május 16-i nyitógálája „nem volt örömteli alkalom” a közönség számára, amely Bellini Zairáját „fagyos fogadtatásban” részesítette, mivel ő volt a második választás, és nem volt hajlandó librettót használni. írta a társaság egyik igazgatósági tagja. 
Lynn a 19. századi előadások során több olyan eseményt is elmesél, amikor a közönség heves tiltakozása miatt leomlott a függöny, ami valójában a színház adminisztrációjának elbocsátásához vezetett. A közönség nemtetszését kiváltó 21. századi előadás volt Verdi Macbeth című, vitatott rendezésű 2001-es megnyitója, amely az első világháború idején játszódik. Egy későbbi előadás versengő „bravókat” és kiabálást váltott ki Lady Macbeth mellett és ellen. A színház vezetése a következőképpen magyarázta: „A Teatro Regio felismeri, hogy a legjobbnak kell lennie, mert a közönség tagjai mind szakértők". 

## Néhány művész, aki a Teatro Regio di Parmában dolgozott
Legutóbbi megjelenésük dátumai az alábbiakban találhatók.
| Karmester                 | Karmester                     | Karmester                |
| ------------------------- | ----------------------------- | ------------------------ |
| Bruno Bartoletti (2009)   | Myung-Whun Chung (2005)       | Lorin Maazel (2009)      |
| Zubin Mehta               | Riccardo Muti (2007)          | Daniel Oren (2012)       |
| Renato Palumbo (2013)     | Georges Prêtre (2007)         | Yuri Temirkanov (2013)   |
| Operaénekes               |                               |                          |
| Marcelo Álvarez (2009)    | Daniela Barcellona (2009)     | Carlo Bergonzi (1959)    |
| Sesto Bruscantini         | Renato Bruson (2008)          | Maria Callas (1951)      |
| Piero Cappuccilli         | José Carreras (1998)          | Boris Christoff          |
| Franco Corelli            | Mario Del Monaco              | Daniela Dessì (2005)     |
| Barbara Frittoli (2007)   | Sonia Ganassi (2011)          | Carlo Guelfi (2011)      |
| Nikolaj Gjaurov           | Alfredo Kraus (1987)          | Flaviano Labò (1960s)    |
| Ambrogio Maestri (2011)   | Anthony Michaels-Moore (2008) | Leo Nucci (2012)         |
| Michele Pertusi (2013)    | Juan Pons (2005)              | Katia Ricciarelli (1986) |
| Margherita Rinaldi (1970) | Piero Sardelli (1946)         | Renata Scotto            |
| Cesare Siepi (1982)       | Renata Tebaldi (1949)         | Richard Tucker (1971)    |

## A popkultúrában
A Teatro Regio szerepelt Bernardo Bertolucci 1964-es Forradalom előtt című filmjének jeleneteiben, valamint az Opera című 1987-es olasz horrorfilmben, amelyet Dario Argento rendezett.

## Fordítás
- Ez a szócikk részben vagy egészben  a   Teatro Regio (Parma) című angol Wikipédia-szócikk ezen változatának fordításán alapul.  Az eredeti cikk szerkesztőit annak laptörténete sorolja fel. Ez a jelzés csupán a megfogalmazás eredetét és a szerzői jogokat jelzi, nem szolgál a cikkben szereplő információk forrásmegjelöléseként.